# Коста, Лусио
Лусио (Лусиу) Марсал Феррейра Рибейру Лима Коста (порт. Lúcio Marçal Ferreira Ribeiro Lima Costa, 27 февраля 1902, Тулон — 13 июня 1998, Рио-де-Жанейро) — бразильский архитектор и градостроитель, один из основоположников современной латиноамериканской архитектуры.

## Биография
Родился во Франции, в семье бразильского адмирала, учился в Англии и Швейцарии. В 1917 переехал в Бразилию, где окончил школу изящных искусств. В конце 20-х сотрудничает с модернистом Г. Варшавчиком, в 1930 возглавляет школу. Коста был хорошим преподавателем, среди его ближайших учеников можно назвать О. Нимейера. Из работ Косты 30-х годов наиболее известно здание министерства образования и здравоохранения в Рио-де-Жанейро (Дворец Густаво Капанемы). В нём уже проявилось воздействие Ле Корбюзье (он принимал участие в проекте на начальном этапе), но есть и заимствования из традиционного колониального стиля, функционалистские бриз-солеи соседствуют с изразцами-азулежу.
В тридцатые и сороковые Коста создал ещё несколько проектов: павильон на международной ярмарке в Нью-Йорке (совместно с Нимейером), нынешнее российское консульство в Рио, парк в Ларанжейрас. В 1952 совместно с Корбюзье он разработал проект Мезон-де-Бразиль (Бразильского дома) в Университетском городке Парижа.
В 1957 Коста подаёт на конкурс свой проект новой столицы — города Бразилиа, который и приносит ему всемирную известность (подробнее см. Бразилиа#Архитектурные особенности). В 1960 его избирают профессором Гарвардского университета. После этого архитектор создал не много проектов, сосредоточившись на работе в Институте исторического и художественного наследия.

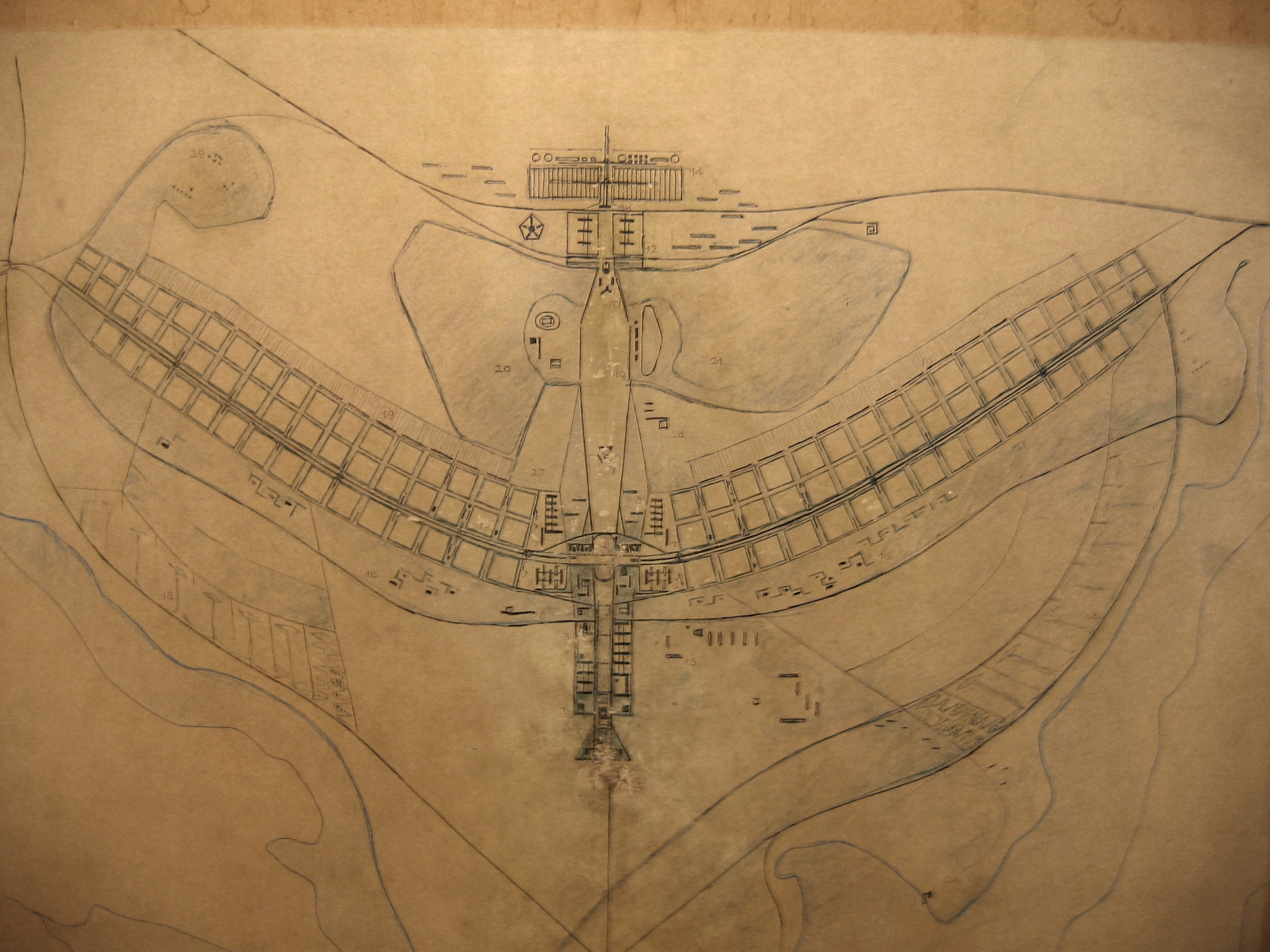
Проект новой столицы Бразилиа

Скончался в 1998, оставив после себя двух дочерей.